# ジェローム・ベティス

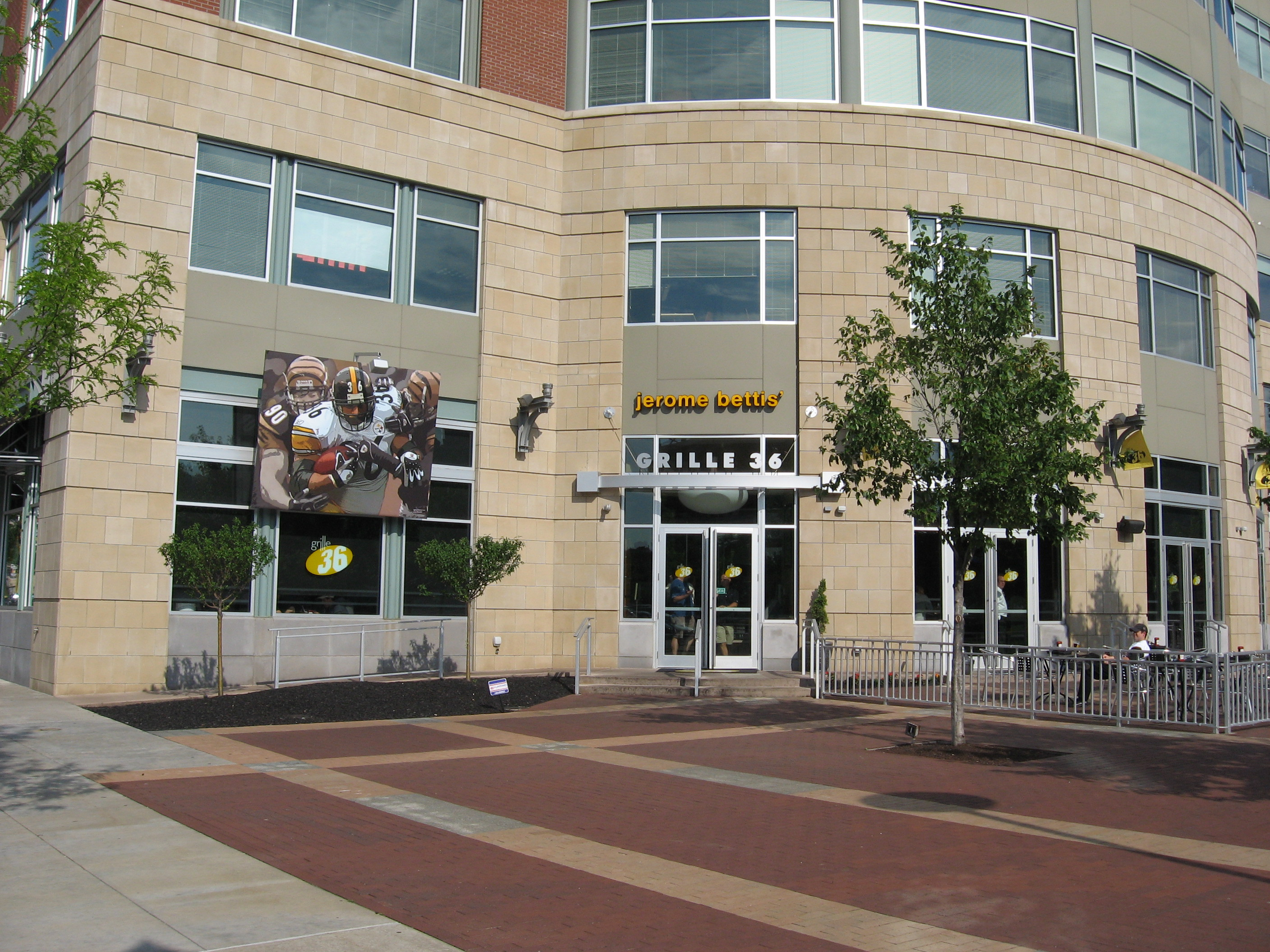
ハインツ・フィールドの近く、ノースショアのデルモンテビルにあるベティスの名前がつけられたバー

ジェローム・ベティス（Jerome Bettis, 1972年2月16日 - ）は、ミシガン州デトロイト出身の元NFL選手。ポジションはランニングバック(RB)。身長180cm、体重110kg（2006年スーパーボウル時）。全米ではその巨漢でボールを持ち、ディフェンスをなぎ倒して走る様から“ザ・バス”として親しまれNFL屈指の人気を誇った。セントルイス・ラムズ、ピッツバーグ・スティーラーズで活躍した。背番号は36。故郷デトロイトのフォード・フィールドで行われた第40回スーパーボウル優勝を最後に現役を引退した。引退時のラッシング記録はNFL歴代5位(当時)の13,662ヤード。

## 経歴
3人兄弟の末っ子として育った。高校時代はアイスホッケーも行った。ノートルダム大学へ進学し大学時代は337回のキャリーで1回あたり5.7ヤード、通算1912ヤードを走った。
1993年のNFLドラフト1巡目全体10位でロサンゼルス・ラムズに指名されて入団した。1年目から1429ヤードを走り最優秀新人攻撃選手に選ばれた。1994年にも1000ヤードラッシャーとなったが1995年にチャック・ノックスからリッチ・ブルックスにヘッドコーチが変わるとチームはラン中心の攻撃からパス中心の攻撃に変化した。1996年にラムズがドラフトでローレンス・フィリップスを指名しようとしたこと、ピッツバーグ・スティーラーズのパワーRBのバム・モリスがマリファナ所持で3月に逮捕されたこともあり、ドラフト当日にドラフト3巡目指名権と共にスティーラーズの2巡目、翌年の4巡目指名権とトレードされた。このトレードはスティーラーズにとって有利なものとなった。モリスは有罪となり6月にカットされ、ラムズに入団したフィリップスはフィールド外のトラブルを起こし1997年にラムズからカットされ1999年にトレードでマーシャル・フォークを獲得するまで優れたRBを得ることができなかったのに対してベティスはスティーラーズで活躍を続けた。
彼は1996年から2001年まで6年連続で1000ヤードラッシャーとなり、そのうち3シーズンは1300ヤード以上を走った。1997年に開幕から15試合で1,655ヤードを走り、プレーオフ出場が決まっていたため最終節は欠場したためチームのシーズン記録には25ヤード届かなかった。
2001年シーズン途中までリーグトップの1072ヤードを走っていたが負傷して残りシーズンを棒に振った。2002年はその影響で成績は低下し、2003年の開幕時にはアモス・ゼロウェイに先発の座を奪われた。シーズン中に再び先発の座に返り咲いたが2004年シーズンにデュース・ステイリーに再び先発の座を奪われた。しかしステイリーが負傷した後の8試合中6試合で100ヤード以上を獲得する活躍を見せて6度目のプロボウルに選出された。
2004年の開幕戦に5回のキャリーで合計1ヤード、1プレイ平均0.2ヤードしか獲得できなかったが3TDで18得点をあげた。そのシーズン彼はNFL歴代6位、ニューヨーク・ジェッツのカーティス・マーティンが歴代9位であった。ニューヨーク・ジェッツとの試合で彼とマーティンは共に通算13,000ヤードを達成した。その後ベティスが先にエリック・ディッカーソンの記録を抜き歴代4位となったがシーズン終了までにマーティンに抜かれ5位で終えた。
2005年1月23日に行われたニューイングランド・ペイトリオッツにAFCチャンピオンシップゲームで敗れた後、引退を考えていることを表明したが翌シーズンのスーパーボウルが彼の地元であるデトロイトで開催されることになっていたこともあり、ベン・ロスリスバーガーから自分がスーパーボウルまで行けるようがんばるのでもう1年プレーしてほしいと請われ現役生活を続けた。
2005年彼はショートヤーデージ用のRBとして起用された。最終週に地元ピッツバーグで行われたデトロイト・ライオンズ戦（彼にとってピッツバーグでの最後の試合）では3TDをあげる活躍を見せてチームはプレーオフにAFC第6シードでぎりぎり進出した。この試合の第4Qにビル・カウアーヘッドコーチがベティスをフィールドに送り出すとスティーラーズファンからはスタンディング・オベーションが起きた。
インディアナポリス・コルツとのディビジョナルプレーオフでチームのオフェンスは敵陣2ヤードまで進んで試合時間残り1分20秒、21-18とリードしていた。ここでシーズン中わずか1回しかファンブルしていなかったベティスにボールが渡されて彼はエンドゾーンへ走ったがコルツのLB、ゲイリー・ブラケットがベティスの手からボールをはじきコーナーバックのニック・ハーパーがこれを確保しリターンTD目前でロスリスバーガーがタックルで止めた。続くオフェンスでコルツはFGポジションまでボールを進めベティスはうなだれたがマイク・バンダージャットの46ヤードのFGは失敗に終わりスティーラーズはかろうじて勝利を収めた。スティーラーズの一員として地元デトロイトでの第40回スーパーボウルでシアトル・シーホークスを21-10で破り華やかなキャリアを有終の美で飾った。優勝後のインタビューでは自身の愛称“ザ・バス”をもじって「"The Bus' last stop is here in Detroit."」（バスの終点はここ、デトロイトだ）と発言し現役引退を表明した。
引退後彼はNBCスポーツの「Football Night in America Sunday」でコメンテーターを務めた。現在はNFLネットワークのコメンテーターを務めている。
また2007年6月5日にはピッツバーグのノースサイドに"Jerome Bettis'Grille 36"と呼ばれるレストランを開いた。
現在ジョージア州ロズウェルに住んでいるがピッツバーグにも家を所有している。2006年7月に長年のガールフレンドと結婚した。彼らの間には娘が1人。息子が1人いる。
マイナーリーグのアルトゥーナ・カーブ、ステート・カレッジ・スパイクス、マートルビーチ・ペリカンズパートオーナーを務めている。

## エピソード
1998年11月26日のサンクスギビングデーのデトロイト・ライオンズ戦、オーバータイムでコイントスの際にコインが空中に投げられてから"tails"とコールしたが"heads"とコールしたとレフェリーに誤解されてライオンズに最初の攻撃権が与えられ試合に敗れた。その後NFLはコインが空中に投げられる前にコールさせること、コイントスには2人以上の審判が立ち会うこととルール変更をした。

## 人物
パワーで相手タックルの間を突進するプレースタイルであった。
ベティスの両親はほとんどの試合を観戦していた。父親は息子のスーパーボウル優勝を見届けたあと、2006年に心臓発作で死去した。